# Jerzy Kram

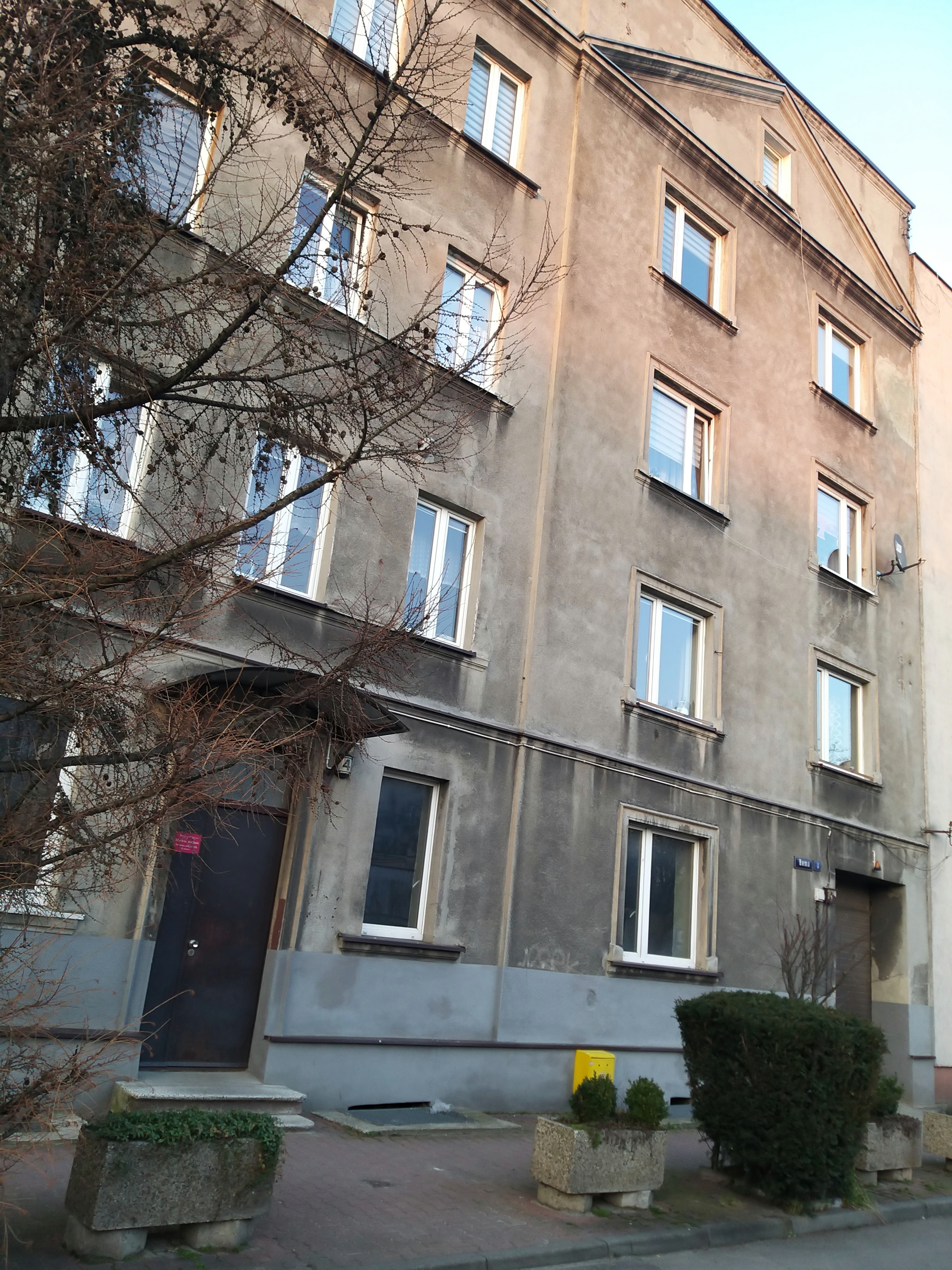
Kamienica przy ulicy Generała Bema 4 w Sosnowcu, w której, pod numerem 11, mieszkał Jerzy Kram - 8 marca 2024

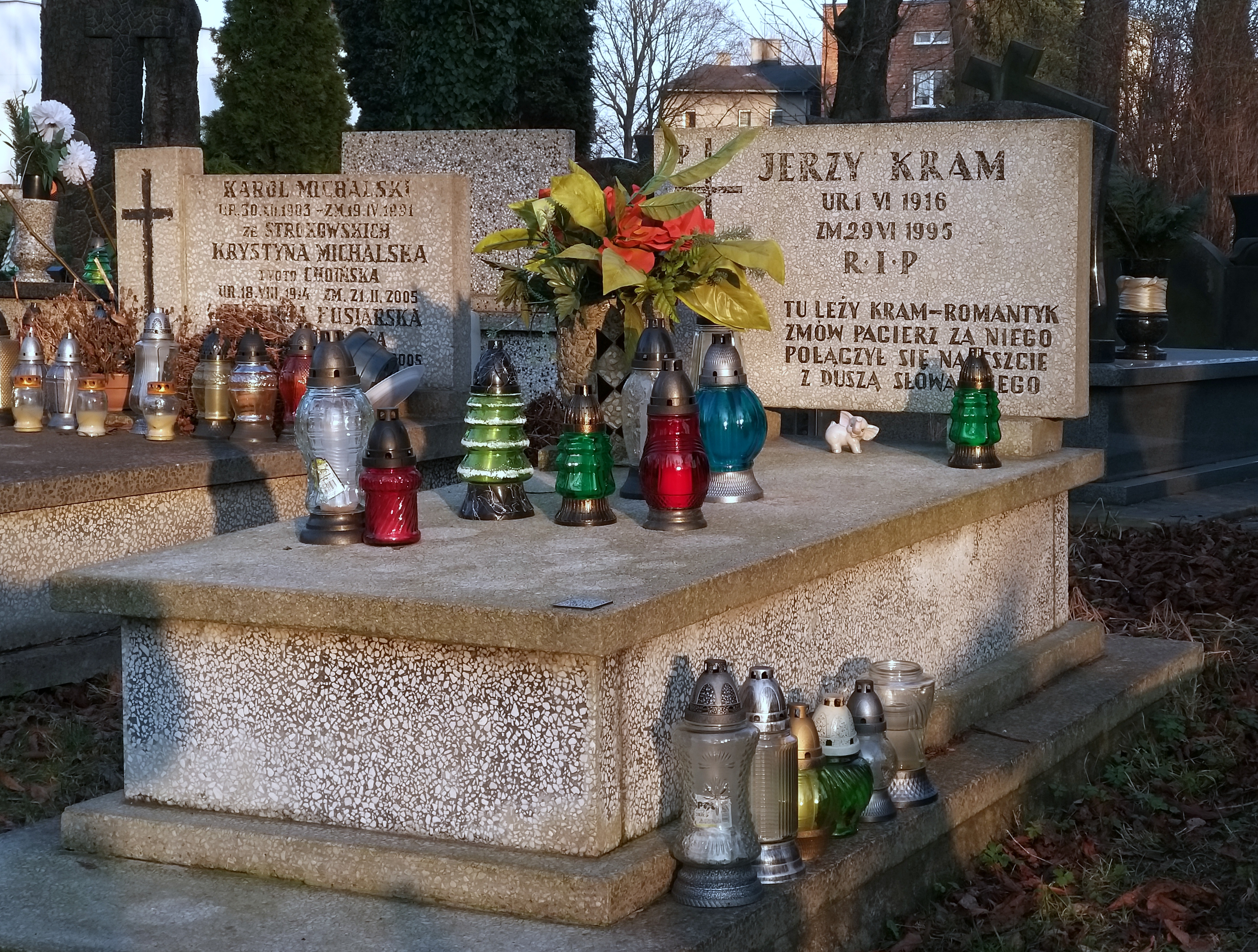
Grób Jerzego Krama na Cmentarzu ewangelickim w Sosnowcu - 8 marca 2024

Jerzy Kram (ur. 1 czerwca 1916 w Sosnowcu, zm. 29 czerwca 1995 tamże) – polski językoznawca, polonista, autor publikacji metodyczno-dydaktycznych z zakresu języka polskiego, wykładowca szkół średnich i ośrodków doskonalenia zawodowego nauczycieli.

## Życiorys
Syn Edmunda i Olgi z domu Hirsz. Jego ojciec był pracownikiem przemysłu węglowego w Zagłębiu, pracował w sosnowieckiej kopalni „Renard”.
Po ukończeniu w 1934 Gimnazjum Państwowego im. Stanisława Staszica w Sosnowcu przy ulicy Żeromskiego 3, podjął studia polonistyczne na Uniwersytecie Warszawskim, które ukończył w 1939, na krótko przed wybuchem II wojny światowej, uzyskując stopień magistra filologii polskiej. Jednym z jego profesorów na UW był wybitny polonista, profesor Julian Krzyżanowski.
Po wybuchu II wojny światowej i klęsce kampanii wrześniowej, od listopada 1939 zaangażował się w tajne nauczanie młodzieży szkół średnich. Pod kierownictwem Krzyżanowskiego brał udział w pracach podziemnego Uniwersytetu Warszawskiego, w sekcji polonistycznej (w której działali także m.in.: Wacław Borowy, Witold Doroszewski, Jerzy Kreczmar, Tadeusz Mikulski, Stanisław Skorupka, Bogdan Suchodolski, Zofia Szmydt i inni). W jego ówczesnym warszawskim mieszkaniu odbywał się szereg zajęć konspiracyjnych. Organizował także konspiracyjne spotkania i imprezy kulturalne z udziałem przedstawicieli nauki i pracowników teatru.
Od wczesnej młodości jego pasją było kolekcjonowanie ekslibrisów. W czasie okupacji wydał, w Warszawie a potem w Sosnowcu, kilka niskonakładowych, konspiracyjnych publikacji poświęconych ekslibrisowi; sam również zajmował się projektowaniem i edytowaniem ekslibrisów. Zachowane egzemplarze tych publikacji oraz odbitki wykonanych ekslibrisów z lat 1941-1945 (np. sygnowane grafiki pn. ZK., KZ natvralizm, ZJK ex bibliotheca, Zvzanny Kramowej, Książka Kajtvsia, wykonane dla bliskich), znajdują się w zbiorach Biblioteki Narodowej w Warszawie oraz Biblioteki Publicznej m.st. Warszawy – Biblioteki Głównej Województwa Mazowieckiego.
Po wybuchu powstania warszawskiego, od sierpnia do października 1944 pełnił obowiązki cywilnego komendanta Obrony Przeciwlotniczej Kraju (OPL), w gmachu Prudential przy placu Napoleona 8 (obecnie Plac Powstańców Warszawy). Po upadku powstania, wraz z ludnością cywilną Warszawy został wywieziony do niemieckiego nazistowskiego obozu przejściowego w Pruszkowie, a następnie do obozu rozdzielczego w Wesel w Niemczech. Po przekupieniu strażników wraz z kilkoma kolegami – jeńcami, zbiegł z obozu i w ogniu bombardowań przedostał się do Sosnowca. Został skierowany przez urząd pracy do kopalni rudy „Johanna” w Żychcicach nad Brynicą, w powiecie będzińskim, jako robotnik. Z chwilą zbliżania się frontu uciekł z kopalni i ukrywał się aż do wyzwolenia Sosnowca, w styczniu 1945.
1 lutego 1945 podjął pracę jako nauczyciel – polonista i przez 36 lat pracował zawodowo w placówkach szkolnych i akademickich na terenie Zagłębia i Śląska oraz w Warszawie. W latach 1951–1953 był założycielem i dyrektorem Wojewódzkiego Ośrodka Doskonalenia Kadr Oświatowych w Katowicach oraz kierownikiem sekcji polonistycznej Centralnego Ośrodka Doskonalenia Kadr Oświatowych przy Ministerstwie Oświaty w Warszawie. Od 1953 do 1959 był dyrektorem Liceum Pedagogicznego w Katowicach. W latach 1960–1970 był wicedyrektorem Okręgowego Ośrodka Metodycznego w Katowicach. Od 1971 kierował Zakładem Humanistycznym w Instytucie Kształcenia Nauczycieli w Katowicach.
1 czerwca 1981 przeszedł na emeryturę. W latach 1981–1992 pracował jako nauczyciel kontraktowy w IV Liceum Ogólnokształcącym im. Stanisława Staszica w Sosnowcu, jako nauczyciel języka polskiego.  
W grudniu 1984 roku został członkiem sosnowieckiego koła Związku Bojowników o Wolność i Demokrację, przekształconego w 1990 w Związek Kombatantów Rzeczypospolitej Polskiej i Byłych Więźniów Politycznych. 
Mieszkał w dzielnicy Pogoń, w kamienicy przy ulicy Bema 4.
Został pochowany na Cmentarzu ewangelickim wchodzącym w skład Cmentarza Wielowyznaniowego w Sosnowcu, w dzielnicy Pogoń, przy ulicy Smutnej 6 (sektor A, miejsce 6).

## Publikacje
Źródło:
- Dialog o grafice (wydanie konspiracyjne; Warszawa 1942; maszynopis na prawach rękopisu w ilości 10 egzemplarzy ilustrowanych na specjalnym papierze; egzemplarz w archiwum Biblioteki Narodowej w Warszawie: Magazyn Książek – Cymelia konspiracyjne);
- Henryk Gaczyński jako exlibrisista (wydanie konspiracyjne; Warszawa 1942; maszynopis, odbitki wykonano ręcznie; egzemplarz w archiwum Biblioteki Narodowej w Warszawie: Magazyn Ikonografii);
- Rudolf Mękicki exlibrisista lwowski (wydanie konspiracyjne; Warszawa 1942; wydano 11 egzemplarzy numerowanych i imiennych, na prawach rękopisu; egzemplarz nr 6 z archiwum Edwarda Chwalewika w archiwum Biblioteki Narodowej w Warszawie: Magazyn Rękopisów);
- Dziesięć exlibrisów cynkowych (wydanie konspiracyjne; Warszawa 1943; karta tytułowa i tekst w maszynopisie, odbitki wykonano ręcznie; wydano 15 egz. numerowanych i podpisanych; egzemplarz w archiwum Biblioteki Narodowej w Warszawie: Magazyn Ikonografii);
- Dziesięć exlibrisów w linorycie (wydanie konspiracyjne; Warszawa 1943; karta tytułowa i tekst w maszynopisie, odbitki wykonano ręcznie; wydano 15 egz. numerowanych i podpisanych; egzemplarz w archiwum Biblioteki Narodowej w Warszawie: Magazyn Ikonografii);
- Almanach ekslibrisu polskiego XX wieku (wydanie konspiracyjne; Warszawa 1943; egzemplarz w archiwum w archiwum Biblioteki Publicznej m.st. Warszawy – Biblioteki Głównej Województwa Mazowieckiego: Dział Sztuki, Rzemiosł Artystycznych i Kartografii);
- Almanach ekslibrisu polskiego XX wieku. [Indeksy. T.] 2 (wydanie konspiracyjne; Warszawa 1943; egzemplarz w archiwum Biblioteki Publicznej m.st. Warszawy – Biblioteki Głównej Województwa Mazowieckiego: Dział Sztuki, Rzemiosł Artystycznych i Kartografii);
- Almanach exlibrisu polskiego XX wieku. 3 (wydanie konspiracyjne; Warszawa 1943; maszynopis przebitkowy; egzemplarz w archiwum Biblioteki Narodowej w Warszawie: Magazyn Mikroform);
- Almanach exlibrisu polskiego XX wieku. 4 (wydanie konspiracyjne; Warszawa 1943; maszynopis przebitkowy; egzemplarz w archiwum Biblioteki Narodowej w Warszawie: Magazyn Mikroform);
- Almanach exlibrisu polskiego XX wieku. 5, 6, 7 (wydanie konspiracyjne; Warszawa 1943; maszynopis przebitkowy; egzemplarz w archiwum Biblioteki Narodowej w Warszawie: Magazyn Mikroform oraz Zakład Zbiorów Ikonograficznych);
- Almanach exlibrisu polskiego XX wieku. Uzupełnienia i poprawki. 1 (wydanie konspiracyjne; Sosnowiec 1945; maszynopis przebitkowy; egzemplarz w archiwum Biblioteki Narodowej w Warszawie: Magazyn Mikroform);
- Almanach exlibrisu polskiego XX wieku. Uzupełnienia i poprawki. 2 (wydanie konspiracyjne; Sosnowiec 1945; maszynopis przebitkowy; egzemplarz w archiwum Biblioteki Narodowej w Warszawie: Magazyn Mikroform);
- Almanach exlibrisu polskiego XX wieku (maszynopis na prawach rękopisu; Towarzystwo Miłośników Książki. Sekcja Miłośników Exlibrisu, Kraków 1948);
- Czytanki śląskie. Dla klasy V i VI. Materiały regionalne dla szkół ogólnokształcących województwa katowickiego, opolskiego i wrocławskiego (współredakcja; ilustracje Andrzej Czeczot; Wydawnictwo „Śląsk”, Katowice 1961);
- Czytanki śląskie. Dla klasy VII i VIII. Materiały regionalne dla szkół ogólnokształcących województwa katowickiego, opolskiego i wrocławskiego (współredakcja; ilustracje Andrzej Czeczot; Wydawnictwo „Śląsk”, Katowice 1961);
- Bibliografia polonisty T. 1 1945-1959. Materiały dla nauczyciela (do użytku wewnętrznego; Okręgowy Ośrodek Metodyczny, Katowice 1963);
- Bibliografia polonisty [T. 2] 1960-1962. Materiały dla nauczyciela (do użytku wewnętrznego; Okręgowy Ośrodek Metodyczny, Katowice 1963);
- Ćwiczenia stylistyczne z języka polskiego (Poetyka i stylistyka) (Zaoczne Technikum Ekonomiczne im. Ludwika Krzywickiego w Chorzowie, Chorzów 1964);
- Nauczanie ortografii i interpunkcji w szkole średniej (Państwowe Zakłady Wydawnictw Szkolnych, Warszawa 1967; wydanie drugie rozszerzone: Państwowe Zakłady Wydawnictw Szkolnych, Warszawa 1969; wydanie trzecie uzupełnione: Wydawnictwa Szkolne i Pedagogiczne, Warszawa 1974; wydanie czwarte poprawione: Wydawnictwa Szkolne i Pedagogiczne, Warszawa 1991, ISBN 83-0-2042-93-5; wydanie piąte: Wydawnictwa Szkolne i Pedagogiczne, Warszawa 1992, ISBN 83-0-2042-93-5);
- Ćwiczenia z poetyki w klasach licealnych (Instytut Wydawniczy "Nasza Księgarnia", Warszawa 1968);
- Praca w grupie humanistycznej. Próby i propozycje (seria: "Zajęcia fakultatywne"; Państwowe Zakłady Wydawnictw Szkolnych, Warszawa 1970);
- Bibliografia dla uczestników zajęć fakultatywnych w grupie humanistycznej (maszynopis powielany; Wydanie drugie poszerzone; Okręgowy Ośrodek Metodyczny w Katowicach, Katowice 1972; seria: "Okręgowy Ośrodek Metodyczny w Katowicach nr 85");
- Problemy dydaktyczne i metodyczne polonistyki szkolnej. Bibliografia dla nauczycieli 1945-1972 (Instytut Kształcenia Nauczycieli i Badań Oświatowych, Katowice 1973);
- Gawędy o żywym słowie (Instytut Wydawniczy "Nasza Księgarnia", Warszawa 1976);
- Rozmowy o poezji współczesnej (Instytut Wydawniczy "Nasza Księgarnia", Warszawa 1977);
- Ćwiczenia z języka polskiego. Cz. 2, Gramatyka na co dzień (autor części 1: Leopold Cieślak; Centrum Kształcenia Ustawicznego Ekonomistów im. Ludwika Krzywickiego w Chorzowie, Chorzów 1978);
- Z teorii i praktyki dydaktycznej języka polskiego. T. 2 (rocznik; redakcja, wspólnie z Edwardem Polańskim; Uniwersytet Śląski, Katowice 1978; seria: "Prace Naukowe Uniwersytetu Śląskiego w Katowicach – Wydawnictwo Uniwersytetu Śląskiego 0208-6336 nr 267");
- Praca polonisty w klasie humanistycznej i grupie fakultatywnej (Wydawnictwa Szkolne i Pedagogiczne, Warszawa 1979);
- Zarys kultury żywego słowa (Wydawnictwa Szkolne i Pedagogiczne, Warszawa 1981, ISBN 83-0-2013-25-0; wydanie drugie: Wydawnictwa Szkolne i Pedagogiczne, Warszawa 1988, ISBN 83-0-2013-25-0; wydanie trzecie: Wydawnictwa Szkolne i Pedagogiczne, Warszawa 1995, ISBN 83-0-2058-42-4);
- Z teorii i praktyki dydaktycznej języka polskiego. [T.6] (rocznik; redakcja, wspólnie z Edwardem Polańskim; Uniwersytet Śląski, Katowice 1986; seria: "Prace Naukowe Uniwersytetu Śląskiego w Katowicach – Wydawnictwo Uniwersytetu Śląskiego 0208-6336 nr 776").

## Odznaczenia i wyróżnienia
Źródło:
- 1955 - Medal X lecia PRL
- 1967 – Odznaka "Zasłużonemu w rozwoju województwa katowickiego"
- 1969 – Złoty Krzyż Zasługi
- 1973 – Medal Komisji Edukacji Narodowej
- 1973 – Złota Odznaka Związku Nauczycielstwa Polskiego
- 1975 – Krzyż Kawalerski Orderu Odrodzenia Polski
- 1985 – Odznaka „Za Tajne Nauczanie TON 1939-1945”
- 1989 – Wielka Odznaka "Zasłużonemu w rozwoju województwa katowickiego"
- 1997 – Odznaka „Zasłużony dla Miasta Sosnowca”[9]